# Orbital Sciences X-34
El X-34 fue un vehículo experimental no tripulado de la NASA diseñado para probar la tecnología de los vehículos lanzados desde el aire, reutilizables y de bajo coste. Fue cancelado en 2001 debido a los altos costes, antes de poder hacer un solo vuelo de prueba.
La construcción del X-34 fue contratado a Orbital Sciences el 28 de agosto de 1996. El programa estaba dirigido a demostrar la capacidad de tener preparado de nuevo el vehículo para el lanzamiento en dos semanas tras un vuelo.
El X-34 usaba un motor Fastrac de la NASA, de bajo coste, alimentado por oxígeno líquido y queroseno. La estructura estaba formada por materiales compuestos y disponía de un sistema autónomo que le permitía volar y aterrizar de manera automática. En los vuelos se habría alcanzado Mach 8 en una distancia de 800 km. El contrato original especificaba la construcción de tres vehículos y 26 vuelos propulsados, con lanzamientos desde un L-1011.
El primer modelo, sin motor y destinado a pruebas aerodinámicas, denominado X-34A, fue entregado en abril de 1999. A finales de ese mismo año se hicieron pruebas en vuelo con el X-34A sujeto al L-1011. A mediados de 2000 un estudio de la NASA indicó que los costes del programa se estaban disparando y que los resultados no justificaban el gasto. El programa X-34, junto con el X-33, fue cancelado el 1 de marzo de 2001.

## Especificaciones
- Carga útil: 400 kg
- Empuje en despegue: 268,93 kN
- Masa total: 26.500 kg
- Longitud total: 17,68 m
- Envergadura: 8,44 m

### Aeronaves similares
- Lockheed Martin X-33
- Prometheus (nave espacial)
- SpaceDev Dream Chaser

### Secuencias de designación
- Secuencia X-_ (Aviones eXperimentales estadounidenses, 1948-presente): ← X-31 - X-32 - X-33 - X-34 - X-35 - X-36 - X-37 →

### Listas relacionadas
- Anexo:Aeronaves de la Fuerza Aérea de los Estados Unidos (históricas y actuales)